# Ризадеєво
Ризадеєво (рос. Ризадеево) — село в Росії у складі Ардатовського району Нижньогородської області. Входить до складу Стексовської сільської ради.

## Населення
| 1999 | 2002 | 2010 |
| ---- | ---- | ---- |
| 166  | ↘140 | ↘98  |